# カーメン・マクレエ
カーメン・マクレエ（Carmen McRae、1920年4月8日 - 1994年11月10日）は、アメリカ合衆国の女性ジャズ歌手、ピアニスト。20世紀において最も影響力の大きなジャズ・ボーカリストの1人とされている。
1950年代から1980年代にかけてエラ・フィッツジェラルドやサラ・ヴォーンと並ぶ大御所ジャズ歌手の1人として長く活躍し、日本ではこの2人と共に「ジャズ・ボーカルの御三家」と呼ばれることがある。ただしエラ、サラやビリー・ホリデイの偉大な功績と比較すれば地味な存在とみなされることが多い。

## 人物

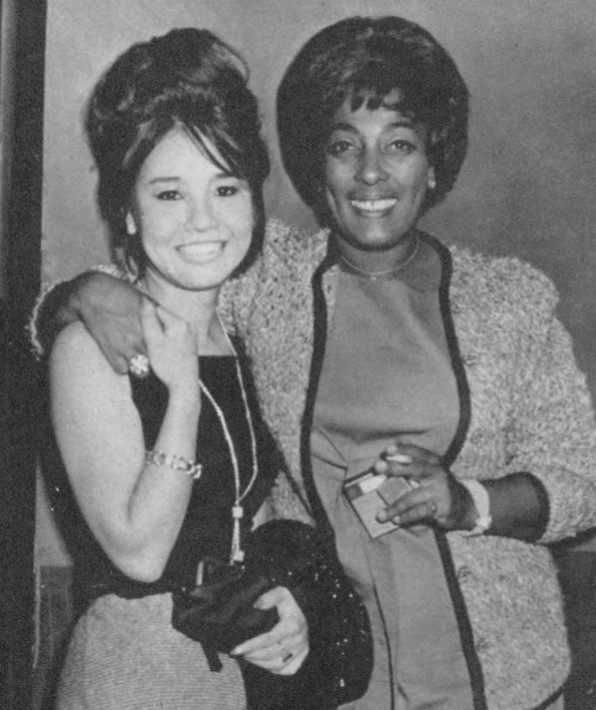
星野美代子とカーメン・マクレエ（1964年）

ニューヨークのハーレムにてジャマイカ移民の両親の間に生まれる。10代から20代にかけて主にピアニストとして活動し、最も影響を受けたビリー・ホリデイら著名なジャズ・ミュージシャンとの知遇を得る。
1950年代半ばに歌手デビューし、サミー・デイヴィスJr.とのデュエットを含む録音をデッカ・レコードから発表。それ以来様々なレコード・レーベルから多数のアルバムを発表した。
カーメンはポップスに接近したサラ・ヴォーンらとは対照的にジャズの枠を大きく飛び出すことはなく、ピアノトリオなどの簡素な伴奏を得意とした。数少ない例外の一つに1976年にブルーノート・レコードから発表したアルバム『キャント・ハイド・ラヴ』があり、ラリー・カールトン、ジョー・サンプル、デイヴ・グルーシン、ハーヴィー・メイソンらフュージョン界のスターを従え、ジャズに加えてR&B、ファンク、ポップスの楽曲を歌いこなしている。
先輩や同世代のミュージシャンに対する敬愛の念を表し続けたのも特徴で、ビリー・ホリデイ、デイヴ・ブルーベック、ナット・キング・コール、セロニアス・モンクらに捧げたトリビュート・アルバムを発表した。1990年に死去したサラ・ヴォーンに捧げたアルバム『サラ〜デディケイテッド・トゥ・ユー』を同年発表し、それが最後のアルバムとなった。
長年にわたる喫煙の影響で晩年になるにつれて声域・声質は低く重く変化した。肺気腫のため1991年に引退を余儀なくされ、1994年に呼吸器疾患の合併症のため死去した。

## ディスコグラフィ

### アルバム
- A Foggy Day with Carmen McRae (1953年)
- 『トーチ』 - Torchy (1955年)
- 『カーメン・マクレエ』 - Carmen McRae (1955年)
- 『ブルー・ムーン』 - Blue Moon (1956年)
- 『バイ・スペシャル・リクエスト』 - By Special Request (1956年)
- 『アフター・グロウ』 - After Glow (1957年)
- 『ボーイ・ミーツ・ガール』 - Boy Meets Girl (1957年) ※with サミー・デイヴィスJr.
- 『マイ・フーリッシュ・ハート』 - My Foolish Heart (1958年)
- 『カーメン・フォー・クール・ワンズ』 - Carmen for Cool Ones (1958年)
- 『マッド・アバウト・ザ・マン』 - Mad About the Man (1958年)
- 『バーズ・オブ・ア・フェザー』 - Birds of a Feather (1958年)
- 『ホエン・ユーア・アウェイ』 - When You're Away (1959年)
- 『ポーギーとベス』 - Porgy and Bess (1959年) ※with サミー・デイヴィスJr.
- 『ブック・オブ・バラーズ』 - Book of Ballads (1959年)
- 『オリジナル・サウンドトラック 地下街の住人』 - Performing Music from the Subterraneans (1960年) ※with ジェリー・マリガン、アンドレ・プレヴィン
- 『サムシング・トゥ・スウィング・アバウト』 - Something to Swing About (1960年)
- Play Dave Brubeck's Points On Jazz (1961年) ※with アーサー・ゴールド、ロバート・フィッツデール
- 『トゥナイト・オンリー!』 - Tonight Only! (1961年) ※with デイヴ・ブルーベック
- 『カーメン・マクレエ・イン・ロンドン』 - Carmen McRae at the Flamingo Jazz Club (1961年)
- 『テイク・ファイヴ』 - Take Five Live (1962年) ※with デイヴ・ブルーベック
- 『リアル・アンバサダーズ』 - The Real Ambassadors (1962年) ※ルイ・アームストロング名義
- 『ラヴァー・マン』 - Carmen McRae Sings Lover Man and Other Billie Holiday Classics (1962年)
- 『サムシング・ワンダフル』 - Something Wonderful (1963年)
- 『ライヴ・アット・シュガー・ヒル』 - Live at Sugar Hill San Francisco (1963年)
- 『ビタースウィート』 - Bittersweet (1964年)
- 『セコンド・トゥ・ノーン』 - Second to None (1964年)
- 『ハヴント・ウィ・メット?』 - Haven't We Met? (1965年)
- 『ウーマン・トーク〜ライヴ・アット・ヴィレッジ・ゲイト』 - Woman Talk (1966年)
- 『アルフィー』 - Alfie (1966年)
- 『フォー・ワンス・イン・マイ・ライフ』 - For Once in My Life (1967年)
- 『サウンド・オブ・サイレンス』 - The Sound of Silence (1968年)
- 『ライヴ・アンド・ウェイリング』 - Live & Wailing (1968年)
- 『ポートレイト・オブ・カーメン』 - Portrait of Carmen (1968年)
- 『ジャスト・ア・リトル・ラヴィン』 - Just a Little Lovin' (1970年)
- 『カーメン・マクレエ』 - Carmen McRae (1971年)
- 『カーメンズ・ゴールド』 - Carmen's Gold (1971年)
- 『グレート・アメリカン・ソングブック』 - The Great American Songbook (1972年)
- Carmen (1972年)
- Alive! (1973年)
- 『イット・テイクス・ア・ホール・ロット・オブ・ヒューマン・フィーリング』 - It Takes a Whole Lot of Human Feeling (1973年)
- 『アズ・タイム・ゴーズ・バイ』 - As Time Goes By/Carmen McRae Alone/Live at the Dug (1974年)
- 『ミス・ジャズ』 - Ms. Jazz (1974年)
- 『ライヴ・アンド・ドゥーイン・イット』 - Live and Doin' It (1974年)
- 『アイ・アム・ミュージック』 - I Am Music (1975年)
- 『カーメン・ライヴ・アット・センチュリー・プラザ』 - Live at Century Plaza (1975年)
- 『ノーヴェンバー・ガール』 - November Girl (1975年) ※with ケニー・クラーク＝フランシー・ボラン・ビッグ・バンド
- 『キャント・ハイド・ラヴ』 - Can't Hide Love (1976年)
- 『アット・ザ・グレイト・アメリカン・ミュージック・ホール』 - At the Great American Music Hall (1977年)
- 『ライヴ・アット・ロニー・スコッツ・クラブ』 - Ronnie Scott's Presents Carmen McRae Live (1977年)
- 『カーメン・マクレエ&ジョー・ウィリアムス・イン・コンサート』 - Carmen McRae And Joe Williams In Concert (1979年)
- Jazz Gala 79 (1979年)
- 『トゥー・フォー・ザ・ロード』 - Two for the Road (1980年) ※with ジョージ・シアリング
- 『カミング・ホーム・アゲイン』 - I'm Coming Home Again (1980年) ※『Ms. Magic』として再発あり
- 『ライブ・アット・バッバス』 - Recorded Live at Bubba's (1981年)
- 『ミス・マジック』 - Ms. Magic (1982年)
- 『ヒート・ウェイヴ』 - Heat Wave (1982年) ※with カル・ジェイダー
- Love Songs (1982年)
- I Hear Music (1983年) ※with クリス・コナー
- 『ナット・キング・コール集』 - You're Lookin' at Me (A Collection of Nat King Cole Songs) (1984年)
- 『エニー・オールド・タイム』 - Any Old Time (1986年)
- 『アット・ザ・グレイト・アメリカン・ミュージック・ホール』 - The Carmen McRae-Betty Carter Duets (Live At The Great American Music Hall, San Francisco) (1987年) ※with ベティ・カーター
- 『ファイン・アンド・メロウ』 - Fine and Mellow: Live at Birdland West (1988年)
- 『カーメン・シングス・モンク』 - Carmen Sings Monk (1990年)
- 『サラ〜デディケイテッド・トゥ・ユー』 - Sarah: Dedicated to You (1991年)
- 『フォー・レディ・デイVol.1』 - For Lady Day Volume 1 (1995年)
- 『フォー・レディ・デイVol.2』 - For Lady Day Volume 2 (1995年)
- 『ドリーム・オブ・ライフ』 - Dream of Life (1998年)
- Live at Midem (2000年) ※with サド・ジョーンズ
- 『ニューヨーク・ステイト・オブ・マインド』 - New York State Of Mind (2001年)
- Ella Fitzgerald, Billie Holiday, and Carmen McRae at Newport (2001年)
- At Ratso's Volume 1 (2002年)
- At Ratso's Volume 2 (2002年)
- I'm Coming Home Again (2008年)

## フィルモグラフィ

### 映画
- 『四角いジャングル』 - The Square Jungle (1955年) ※本人役
- 『地下街の住人』 - The Subterraneans (1960年) ※本人役
- 『ホテル』 - Hotel (1967年)
- 『ジョ・ジョ・ダンサー』 - Jo Jo Dancer, Your Life Is Calling (1986年)

### テレビ
- Soul (1976年)
- Sammy and Company (1976年)
- Carmen McRae in Concert (1979年)
- 『ルーツ2』 - Roots: The Next Generations (1979年)
- From Jumpstreet (1980年)
- At the Palace (1981年)
- Billie Holiday. A Tribute (1981年)
- L. A. Jazz (1982年)

## 日本公演
- 1975年

7月2日 東京厚生年金会館、4日 フェスティバルホール、7日 福岡厚生年金会館、13日 渋谷公会堂
1986年
4月15日 東京 五反田 簡易保険ホール